# Evers-Reisfisch
Der Evers-Reisfisch (Oryzias eversi), manchmal auch Evers-Reiskärpfling genannt, ist eine endemische Reisfischart, die nur in einem Naturpool auf Sulawesi vorkommt. Er wurde 2010 von Hans-Georg Evers entdeckt.

## Aussehen
Der Evers-Reisfisch ist eine Reisfischart, die kleiner und weniger farbenfroh ist als andere in der Aquaristik gehaltene Reisfischarten. In der Prachtfarbe sind die Männchen fast schwarz, sonst eher grün mit dunklen Streifen und einer segelartigen Afterflosse. Die Weibchen sind heller und haben eine Wölbung zum Eiertransport im Beckenbereich und größere Bauchflossen.

## Verhalten
Wenn genügend Platz ist, bewohnen die Männchen einzeln kleine Reviere, an deren Grenzen sie patrouillieren, während die Weibchen in Gruppen leben. Die Weibchen leben eher am Ufer in dichterer Vegetation, was daher resultieren kann, dass Artgenossen versuchen sowohl Eier als auch Jungtiere zu fressen.

## Lebensraum
Der Evers-Reisfisch kommt endemisch nur im winzigen Tilanga-Karstpool in der Region Taja Toranga auf Süd-Sulawesi vor, womit er nach momentanem Wissensstand ein Mikroendemit ist. Der Pool ist ein 40 Meter mal 10 Meter großer, steiniger und flacher Teich mit klarem, kühlen Wasser.

## Fortpflanzung
Der Evers-Reisfisch ist eine bauchbrütende Reisfischart, bei dem die Weibchen die Eier nicht an Wasserpflanzen oder Steinen legen, sondern am Bauch behalten, bis sie nach 2–3 Wochen schlüpfen. Noch erforscht wird, warum sie das machen, denn bisher wurde angenommen, dass das Bauchbrüten vor allem eine Anpassung an große Seen ist, wo es kein geeignetes Laichhabitat gibt.

## Bedrohung
Obwohl er erst vor wenigen Jahren entdeckt wurde, ist der Evers-Reisfisch in freier Wildbahn stark bedroht. Das Gewässer, wo die Fische vorkommen, wird von Einheimischen und Touristen zum Baden, Waschen und Aale füttern genutzt. Dabei gelangen verschmutzende Chemikalien ins Wasser und auch Stress für die Tiere entsteht. Dazu wurden Arten wie Guppys eingeschleppt, mit denen Parasiten kamen. Als die Art entdeckt wurde, waren noch viele der Fische im Pool, bei erneuten Beobachtungen 2019 nur noch 10 Tiere, die durch Ankerwürmer und Pilzinfektionen in schlechtem Zustand waren. Heute könnte die Art in freier Wildbahn bereits ausgestorben sein, aber in Zoos, Museen und bei privaten Haltern gibt es einige erfolgreiche Zuchtversuche.

## Haltung in Deutschland und anderen Ländern
In Europa wird der Evers-Reisfisch vom Museum Koenig in Bonn, dem Zoologischen Garten Dortmund, dem Allwetterzoo Münster, dem Haus des Meeres in Wien und dem Bolton Museum in Bolton gehalten.